# Adalbert Seitz
Pour les articles homonymes, voir Seitz.
Adalbert Seitz est un entomologiste allemand, né le 24 février 1860 à Mayence et mort le 5 mars 1938 à Darmstadt.

## Biographie

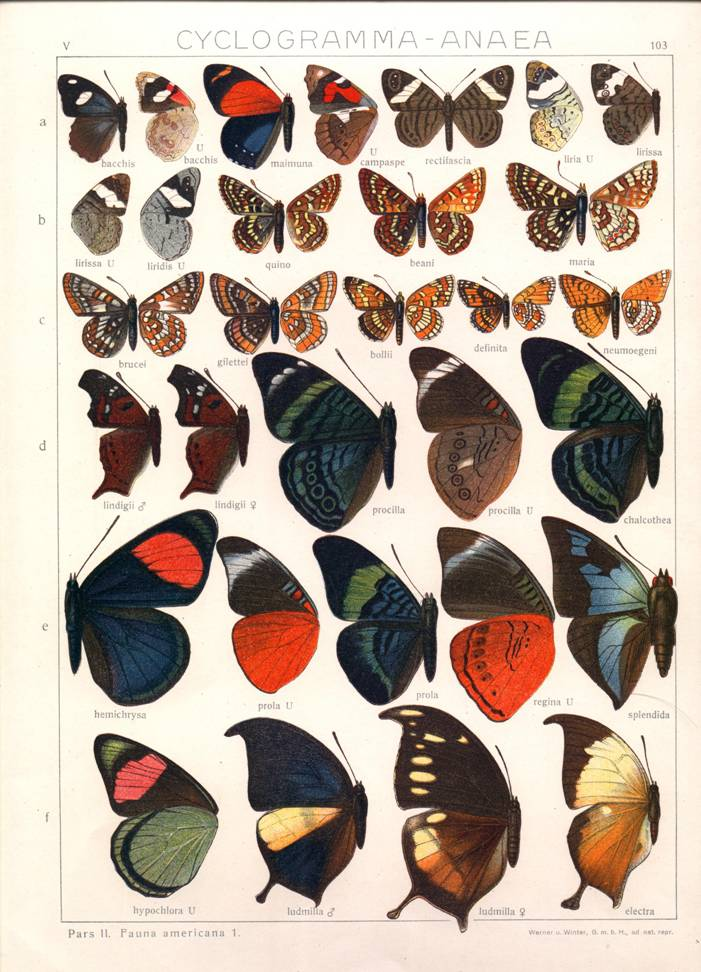
Une planche de Die Großschmetterlinge der Erde

Il est l’éditeur de Gross-Schmetterlinge der Erde sur les macro-lépidoptères du monde. Cet ouvrage de seize volumes et de quatre suppléments est publié en allemand, en français et en anglais. Les quatre premiers volumes sont consacrés à la faune paléarctique, les volumes 5 à 16 sur la faune exotique. Les planches couleurs sont réalisées en lithographie en 10 à 14 couleurs. Seitz espérait terminer son ouvrage en 1912, mais ce souhait était irréaliste, la publication est arrêtée en 1954, plusieurs volumes restant inachevés.
Seitz consulte de nombreuses collections dont celles de Lionel Walter Rothschild (1868-1937) et aussi celles des musées de Londres, de Paris, de Francfort-sur-le-Main, de Tokyo, de Hong Kong, d’Australie, etc.

## Publications
- Seitz, A. 1913. Volume XV: Noctuid Heterocera. Division II: The Macrolepidoptera of the African Fauna. The Macrolepidoptera of the world. A systematic account of all the known Macrolepidoptera. Stuttgart, 286 pages. (pdf)